# Tra neve e sole
Tra neve e sole è il dodicesimo album del cantante napoletano Tony Colombo, del 2005

## Tracce
1. Me faie 'mpazzì
2. Io t'amerò
3. Nun a penzà
4. Un'altra storia
5. Principessa
6. Che me fatte
7. Amore no!
8. Gli uomini
9. Nessun effetto